# Астхик
Астхи́к, или Астги́к (арм. աստղիկ), также  Астли́к (грабар Աստղիկ (Astłik)) — в армянской мифологии богиня любви и красоты, возлюбленная бога грозы и молнии Ваагна.

## Этимология
Имя Астхик является уменьшительно-ласкательным от армянского слова астх — звезда и переводится как «звёздочка». Это имя восходит к символу богини Афродиты (Венеры) — планете Венера.

## Мифология
По легенде, после любовных встреч Астхик и Ваагна шёл дождь, питая поля и сады, принося людям обильный урожай.
Астхик во время купания простирала туман над священной для армян рекой Арацани (нынешний Мурат или Восточный Евфрат), дабы засевшие на берегу молодцы не видели её наготы.
Согласно «Истории Армении» М. Хоренаци: Астхик (Астартэ) из рассказа Белосян Сибиллы была дочерью Ноя (Ксисутриоса), который уладил раздоры между своим старшим братом Симом (Зрван) и младшими братьями Хамом (Титан) и Иафетом (Апостостен). Хам и Иафет соглашаются, чтобы Сим правил ими как старший брат, но по завету и клятве они заключают союз, убить всех мальчиков, рождённых женами Сима, чтобы они не властвовали над ними из поколения в поколение. С этой целью они назначают наблюдатели за рождением жен Сима и когда двоих убивают,  Астхик вместе с женами Сима обращается к Ною, чтобы влиял на своих сыновей: сохранить жизнь другим мальчикам Сима.

## Культ Астхик
Её главный храм в Аштишате (к северу от современного города Муш в Турции) назывался «спальня Ваагна».
Астхик считалась покровительницей девушек и беременных женщин. Историк V века Агатангелос отождествляет Астхик с Афродитой, а Б. Зулумян с месопотамской Иштар, чем определяет её место в пантеоне армянских богов. Культ Астхик был связан также с орошением садов и полей и снабжением сел водой.
Легенды рассказывают о превращении Астхик в рыбу — хорошо сохранившиеся каменные рыбообразные изваяния, называемые вишапами, представляющие собой предметы культа Астхик.
С распространением в Армении христианства Астхик стала рассматриваться как сестра сыновей Ноя — Сима, Хама и Иафета, родившаяся после всемирного потопа.
По одной из версий[уточнить], богине Астхик был изначально посвящён армянский праздник Вардавар (дословно: «праздник роз»), во время которого люди обливаются водой и дарят друг другу розы. Изначально этот праздник приходился на день летнего солнцестояния (22 июня).